# Serravalle (Trentino)
Serravalle, auch als Serravalle all’Adige geläufig, ist eine Fraktion der italienischen Gemeinde (comune) Ala in der Provinz Trient, Region Trentino-Südtirol.

## Geografie
Serravalle liegt etwa 30 Kilometer westsüdwestlich von Trient auf einer Höhe von 175 m.s.l.m. auf der orographisch linken Talseite im Vallagarina, wie dieser Abschnitt des Etschtales genannt wird.
Das Tal bildet hier eine etwa 900 m breite Engstelle, worauf auch der Ortsname (deutsch: Tal-Enge) Bezug nimmt. Serravalle liegt eingegrenzt zwischen den westlichen Ausläufern des Monte Zugna und der Etsch. Letztere bildete an dieser Stelle bis zu ihrer Begradigung im 19. Jahrhundert einen Mäander, der aufgrund des Schwemmkegels des Rio Sorne auf der gegenüberliegenden Talseite entstand. Diese Flussschlinge füllte die Talsohle fast vollständig aus und stellte so ein zusätzliches Hindernis dar.
Aufgrund dieser Gegebenheiten entstand der Ort etwa 30 m über der Talsohle. Die im Talgrund gelegenen Ortsteile, wie Serravalle bassa, sind alle jüngeren Datums und erst nach der Begradigung der Etsch entstanden.
Die Umgebung des Ortes durch den Weinbau geprägt, der sich in Perglerziehung terrassenförmig die Berghänge hinaufzieht, aber auch die Talsohle bestimmt.

## Geschichte

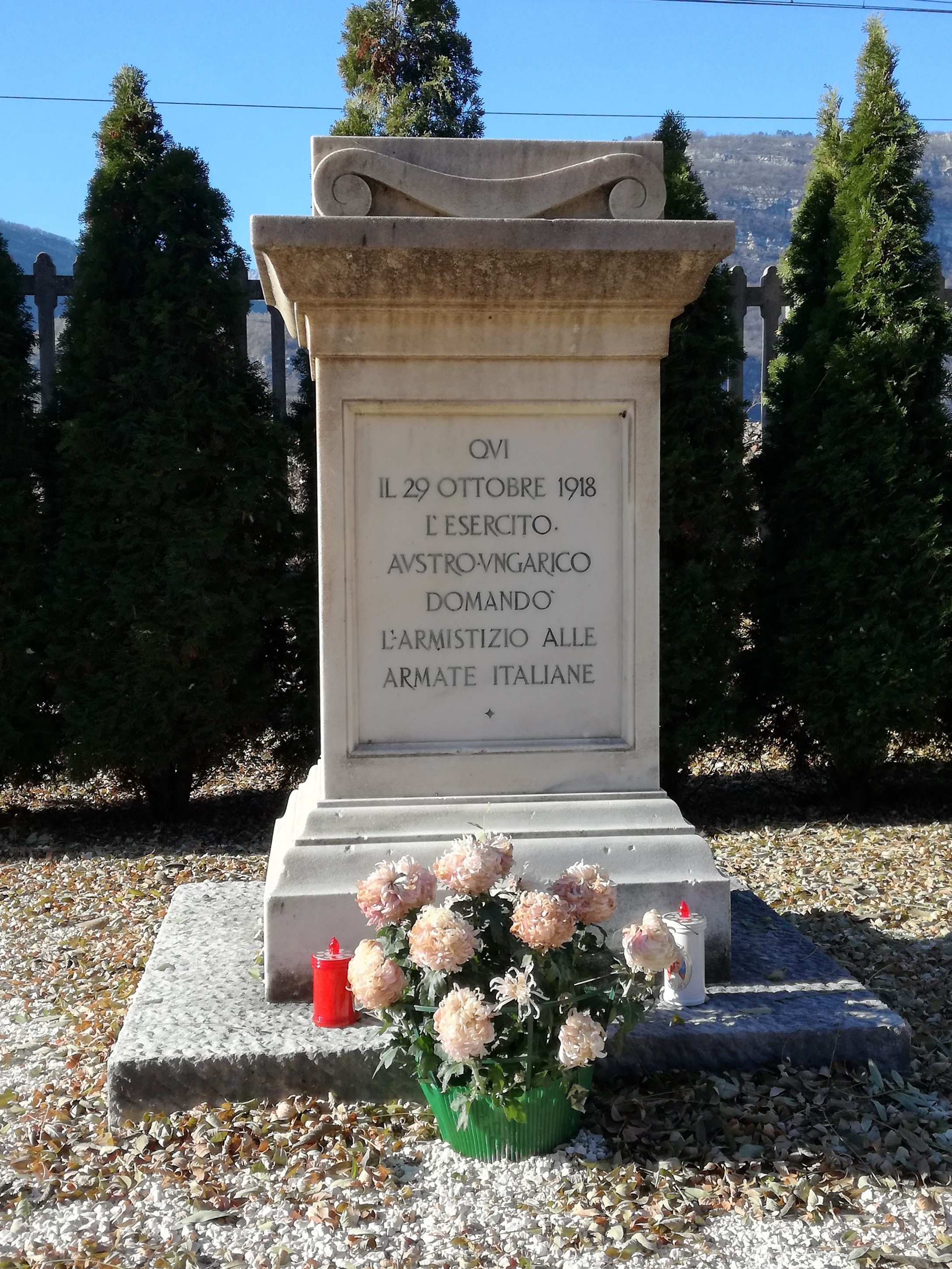
Gedenkstein an der Stelle, an der österreichisch-ungarische Parlamentäre am 29. Oktober 1918 um die Aufnahme von Waffenstillstandsverhandlungen baten

Zwei Äxte aus der Bronzezeit stellen die ältesten menschlichen Fundstücke dar, die in Serravalle gefunden wurden.
Beim Bau der Brennerbahn fand man 1857, direkt unterhalb des Ortskerns, die Überreste einer römischen Nekropole aus dem 1. bis 3. Jahrhundert nach Christus.
Erstmals urkundlich erwähnt wird der Ort als Sarnis an der Via Claudia Augusta im Itinerarium Antonini im 3. Jahrhundert nach Christus.
Die strategische Bedeutung der Engstelle führte dazu, dass im Mittelalter eine Burg errichtet wurde, die 1240 erstmals urkundlich erwähnt wurde. Castel Serravalle, bestehend aus einer oberen und unteren Burg, wurde in der Folgezeit von den Castelbarco und anschließend von den Venezianern ausgebaut. 1487 sammelten sich bei Serravalle die venezianischen Truppen im Krieg zwischen Venedig und Tirol, der mit der Schlacht bei Calliano seinen Höhepunkt fand. Nach dem Rückzug Venedigs aus dem südlichen Trentino 1509 nach der Niederlage bei Agnadello fiel die Burg an die Herzöge von Österreich und Grafen von Tirol. Letztere gaben die Anlage auf, so dass sie verfiel. Im Laufe der Jahrhunderte wurden die Ruinen dann fast vollständig abgetragen.
Dennoch blieb die Engstelle weiterhin von militärischer Bedeutung und während der napoleonischen Epoche wurden 1813 in der Nähe der Burgruine einige Schanzen errichtet.
1843 erhielt Serravalle den Gemeindestatus. Zu dieser war der Ort mit den Nachbarorten Ala, Avio, Borghetto, Chizzola, Pilcante und Ronchi ein Zentrum der Seidenproduktion im Trentino, die im 16. Jahrhundert in Ala eingeführt worden war. Letztere erfuhr durch den Wegfall der Märkte Lombardei und Venetien 1859 und 1866 aufgrund der italienischen Unabhängigkeitskriege einen schweren Einbruch, was schließlich einen wirtschaftlichen Strukturwandel auslöste.
In der zweiten Hälfte des 19. Jahrhunderts wurde mit dem Bau der Brennerbahn und der Brennerstraße, der heutigen SS 12, die Etsch bei Serravalle begradigt.
Nach dem italienischen Kriegseintritt in den Ersten Weltkrieg 1915 wurde der Ort Anfang Juni 1915 von italienischen Truppen besetzt. Nach der österreichisch-ungarischen Frühjahrsoffensive 1916 lag die vorderste italienische Linie am nördlichen Ortsrand. Aufgrund dessen wurde Serravalle zum Ziel der österreichisch-ungarischen Artillerie und schwer in Mitleidenschaft gezogen. Am Morgen des 29. Oktober 1918 präsentierte sich k. u. k. Generalstabsoffizier Camillo Ruggera in Begleitung zweier Soldaten mit einer weißen Fahne vor den italienischen Linien bei Serravalle, um im Auftrag der vom österreichisch-ungarischen Armeeoberkommando eingesetzten Waffenstillstandskommission unter General Viktor Weber von Webenau Waffenstillstandsverhandlungen einzuleiten, was schließlich zur Unterzeichnung des Waffenstillstands am 3. November 1918 führte.
1928 wurde Serravalle eingemeindet und dem südlich gelegenen Ala angeschlossen. Im Zweiten Weltkrieg waren die bei Serravalle parallel verlaufenden Brennerbahn und Brennerstaatsstraße Ziel alliierter Luftangriffe, bei denen auch der Ort getroffen wurde.

## Verkehr

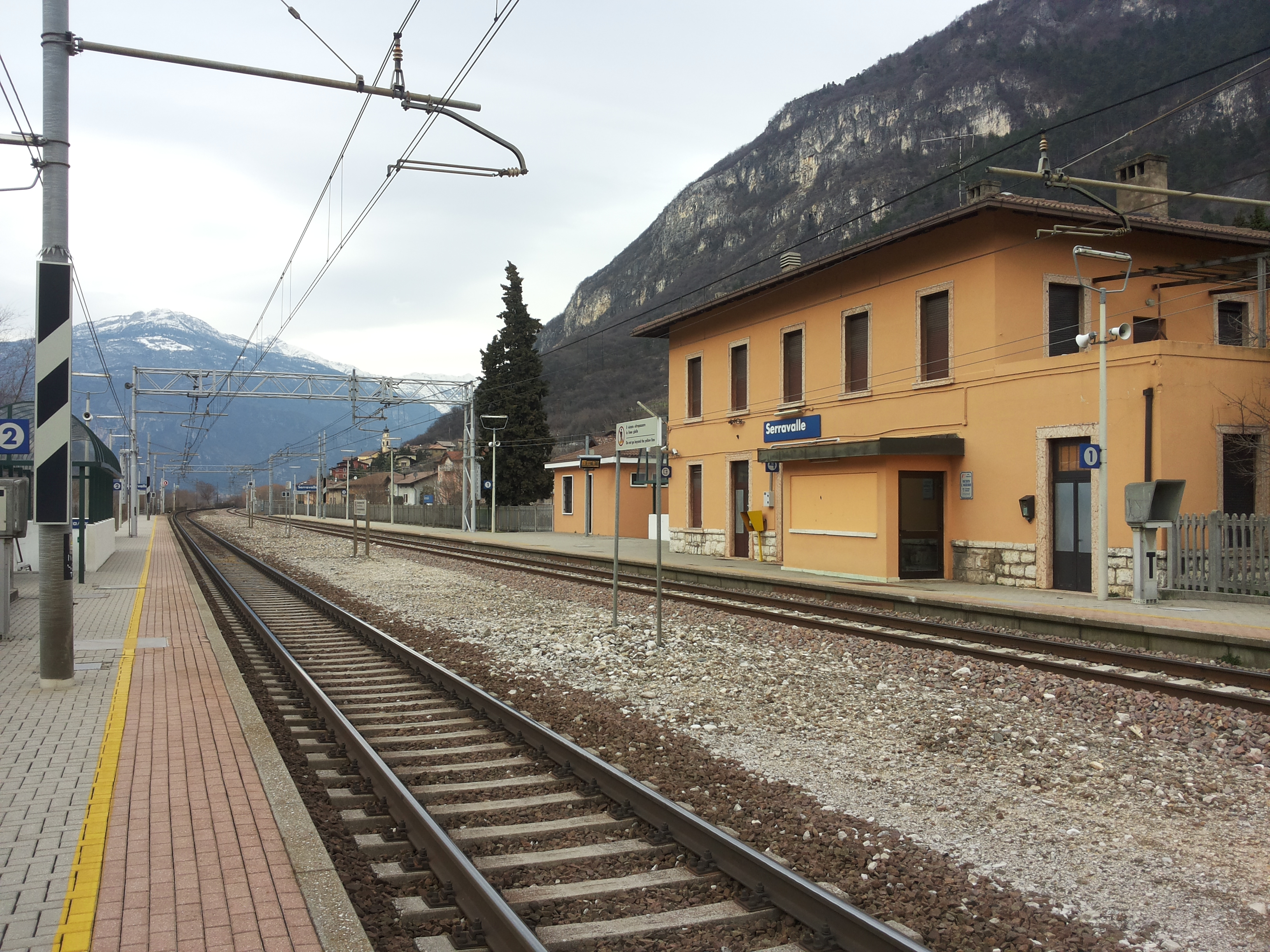
Bahnhof von Serravalle, im Hintergrund der historische Ortskern

Durch die neuen Ortsteile führt die Brennerstaatsstraße SS 12. Serravalle besitzt zudem über einen Bahnhof an der Brennerbahn. Parallel zur Eisenbahn verläuft die Brennerautobahn A22, die über die Ausfahrten Rovereto Sud im Norden oder Ala/Avio im Süden zu erreichen ist. Eine Etschbrücke stellt außerdem die Verbindung mit der Strada provinciale SP 90 auf der orographisch rechten Talseite her.

## Sehenswürdigkeiten
- Ortskirche, den Heiligen Fabian und Sebastian geweiht. Im historischen Ortskern von Serravalle an der sogenannte Römerstraße (Strada romana) gelegen. Die einschiffige ehemalige auf einer künstlichen Terrasse errichtete Pfarrkirche, wurde Ende des 15. Jahrhunderts erstmals erwähnt. Sie wurde mehrmals umgestaltet, ihr heutiges klassizistisches Aussehen geht auf das 19. Jahrhundert zurück. Die Kirche wurde im Ersten Weltkrieg schwer in Mitleidenschaft gezogen, so dass die Wandmalereien im Inneren alle aus der Zeit danach stammen. Von der alten Kirche sind nur Teile des Presbyteriums erhalten geblieben.[13]
- Gedenkstein an den 29. Oktober 1918, als Österreich-Ungarn im Ersten Weltkrieg Italien um die Aufnahme von Waffenstillstandsverhandlungen bat. Am nördlichen Ortseingang direkt am Straßenrand der SS 12 und der angrenzenden Brennerbahn gelegen.